# Nadine Wölk
Nadine Wölk (* 1979 in Jena) ist eine deutsche Künstlerin.

## Leben
Wölk wuchs in Jena-Wenigenjena auf. Nach ihrem Abitur ging sie nach München, dort schloss sie 2001 eine Ausbildung als staatlich geprüfte Kommunikationsgrafikerin ab. Danach studierte sie an der Hochschule für Bildende Künste Dresden (HfBK) Malerei und Grafik. Ihren Abschluss als Meisterschülerin machte sie 2008 bei Martin Honert. Wölk lebt und arbeitet in Dresden. Neben ihrer künstlerischen Tätigkeit hat sie zahlreiche Lehraufträge, unter anderem an der Philosophischen Fakultät der TU Dresden. Außerdem betreut sie Workshops für Kinder und Erwachsene.

## Werke und Ausstellungen

### Werkbeschreibung
Wölk arbeitet mit alltäglichen Materialien, darunter Kugelschreiber auch Filz- und Lackstifte oder Schreibpapier aus Hotels bzw. Firmen- oder Behördenbriefpapier. Das Logo bzw. den Kontext arbeitet sie kompositorisch mit ein. Wölk nutzt ihr mobiles Handyarchiv mit einem großen Fundus an Fotografien als Quelle für ihre Inspiration. Wölk versteht sich nicht als Dokumentaristin, sie interessiert die Erinnerung an den Moment, den Augenblick, die Situation.
Ihre Arbeiten stehen oft in der Tradition des Film noir, durch starke Hell-Dunkel-Kontraste aller Schattierungen, jene Grauzonen, die das Leben von Nachtschwärmer in ihrem urbanen Sein umgeben: Bankautomaten, Spätshops, Polizisten, Fast Food, Trainingsanzüge, Raucher, Autos, Einsatzkräfte – Zutaten unserer Lebenswelt. Flirrendes Leben in der Tiefe des Bildraumes ebenso wie Schlaglichter in vorderster Reihe.
Ihre Motive entdeckt sie oft immer wieder neu für sich – indem sie Details verschiebt, verschärft, verändert oder Situationen neu bewertet und so wiederholt auf Papier oder Leinwand bringt. Ihre künstlerische Haltung lässt sich vielleicht am besten mit dem Haiku von Richard Brautigan, Tokio 2. Juni 1976, erklären:
Da ist nichts zu machen. Wenn man Kobaltblau braucht und keines kriegt, dann ist alles andere sinnlos.
Wölk ist mit ihren Arbeiten deutschlandweit in vielen privaten und öffentlichen Sammlungen vertreten, unter anderem in der Kunstsammlung der Ostsächsischen Sparkasse Dresden, im Kunstfonds des Freistaates Sachsen und in der Städtischen Galerie Dresden.

### Ausstellungen (Auswahl)
- 2021: „ON THE BLUE SIDE“, ITARICON Dresden[1]
- 2020: „DEEP DREAM“, Städtischen Galerie Dresden[2]
- 2019: „HIGH NOON“, Kunstverein Meißen[3]
- 2018: „BLUE BOY“, Oberüber Karger Kommunikationsagentur Dresden
- 2017: „COLOURS OF NIGHT II“, Rathausgalerie Roßwein
- 2016: „NEO NOIR“, im Kunstverein Bautzen[4]
- 2014: „YOLO“, Galerie Evelyn Drewes in Hamburg[5]

## Ehrungen
- 2021: Projektförderung Kulturstiftung des Freistaates Sachsen[6]
- 2020: Stipendium DENKZEIT vom Kunstfonds des Freistaates Sachsen[7]
- 2017: Arbeitsstipendium Kulturförderverein Schaddelmühle